# Championnat de France de course à l'élimination
Le championnat de France de la course à l'élimination est l'une des épreuves au programme des championnats de France de cyclisme sur piste.

## Palmarès masculin
| Année | Vainqueur        | Deuxième           | Troisième       |
| ----- | ---------------- | ------------------ | --------------- |
| 2021  | Quentin Lafargue | Cédric Monge       | Florian Pardon  |
| 2022  | Jean-Louis Le Ny | Quentin Lafargue   | Thibault Rollée |
| 2023  | Thomas Boudat    | Valentin Tabellion | Benjamin Thomas |

| Année | Vainqueur       | Deuxième         | Troisième         |
| ----- | --------------- | ---------------- | ----------------- |
| 2017  | Maxime Spohr    | Donavan Grondin  | Lucas Meunier     |
| 2018  | Niko Diaz       | Alexandre Durand | Baptiste Quattrin |
| 2019  | Lilian Landreux | Erwan Louvrier   | Thibault Rollée   |
| 2023  | Maxime Buffaz   | Jean Le Bot      | Nicolas Forbras   |
| 2024  | Lucas Menanteau | Jules Friot      | Mathéo Colbe      |

## Palmarès féminin
| Année | Vainqueur          | Deuxième         | Troisième          |
| ----- | ------------------ | ---------------- | ------------------ |
| 2021  | Kristina Nenadovic | Océane Tessier   | Laura Da Cruz      |
| 2022  | Jade Labastugue    | Océane Tessier   | Kristina Nenadovic |
| 2023  | Valentine Fortin   | Victoire Berteau | Clara Copponi      |

| Année | Vainqueur   | Deuxième       | Troisième      |
| ----- | ----------- | -------------- | -------------- |
| 2023  | Elina Cabot | Marion Cartier | Ilona Rouat    |
| 2024  | Léane Tabu  | Ilona Rouat    | Violette Demay |